# Ужара
Ужара (баш. Ужара) — деревня в Бирском районе Республики Башкортостан Российской Федерации. Входит в состав Маядыковского сельсовета. 

## География

### Географическое положение
Расстояние до:
- районного центра (Бирск): 41 км,
- центра сельсовета (Маядыково): 10 км,
- ближайшей ж/д станции (Уфа): 54 км.

## Население
| 2002 | 2009 | 2010 |
| ---- | ---- | ---- |
| 86   | ↗88  | ↘69  |

Согласно переписи 2002 года, преобладающие национальности — марийцы (58 %), башкиры (38 %).